# Санин, Сергей Александрович

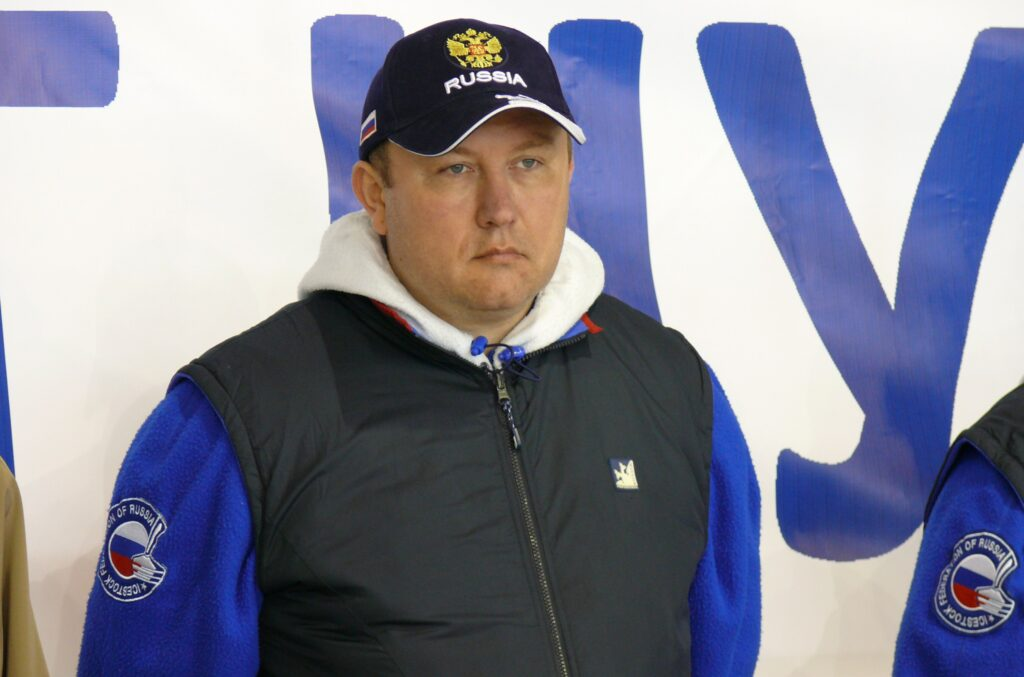
Санин Сергей Александрович

Санин, Сергей Александрович  (24 апреля 1964 года, Москва, СССР) —Президент Союза спортсменов и спортивных организаций национальных видов спорта, общественный и спортивный деятель, один из основателей  игры в айсшток в России, чемпион мира , трехкратный чемпион Европы, десятикратный чемпион России, восьмикратный обладатель Кубка России в личных и командных соревнованиях по айсштоку.

## Биография
- 1980-1983: Московский авиамоторостроительный техникум им. С.К. Туманского.
- 1990-1991: Технологическая школа бизнеса.
- 2000-2003: Российская международная академия туризма.
- 2009-2013: Ивановский государственный университет.

## Звания и награды
- Чемпион мира по айсштоку.: Грац. Австрия (2004).
- Чемпион Европы по айсштоку.: Гармиш -Партенкирхен. Германия (2003), Загреб. Хорватия (2006), Клагенфюрт. Австрия. (2010).
- Десятикратный чемпион России, восьмикратный обладатель Кубка России в личных и командных соревнованиях по айсштоку.

## Общественная и спортивная деятельность
- 2000-2004: Вице-президент Межрегиональной Общественной Организации Федерация айсштока.
- 2000-2019: Президент федерации айсштока России.
- 2010-2017: Заместитель председателя Союза национальных и неолимпийских видов спорта России.
- 2013-2015: Организатор мультиплощадки «Day of game» совместно с «Инваспортом» г. Москвы по спортивной адаптации людей с ограниченными возможностями.
- 2013: Организатор мастер-класса по айсштоку на Красной Площади для москвичей и гостей Москвы.
- 2013-2015: Один из организаторов проекта по восстановлению заброшенного русского воинского кладбища в городе Шипка, Болгария.
- 2017-2019: Генеральный секретарь Союза национальных и неолимпийских видов спорта России.
- 2017-2019: Руководитель патриотического проекта «Герои нашего времени» в Артеке.
- 2017-2023: Руководитель Международного фестиваля национальных видов спорта в МДЦ «Артек».
- 2019-н.в.: Президент инклюзивного проекта «Клуба юных рекордсменов».

## Общественные награды и звания
- Орден «За благородство помыслов и дел» Совета ветеранов центрального аппарата МВД России.
- Орден "Атаман Платов III степени" Великого братства казачьих войск (2009).
- Орден «Звезда ветерана спецназа» МГО Фонда «Вымпел-Гарант» (2009).
- Орден «За службу России» Великого братства казачьих войск (2013).
- Медаль «За вклад в дело мира» Всемирного фонда «Дети и молодежь против терроризма и экстремизма» (2009).
- Медаль «За достижения в спорте» Ассамблеи Народов России.
- Медаль «10 лет Детской полицейской академии» (2016).
- Медаль « 50лет Конфедерации подводной деятельности России» (2009).
- Медаль «За достижения в спорте» Союза национальных и неолимпийских видов спорта России.
- Медаль «100 лет Великой Октябрьской социалистической революции» ЦК КПРФ (2017).
- Почетный знак «Орден «Наркомат» Госнаркоконтроля Чувашии (2009).
- Почетный знак за заслуги перед отечественной журналистикой «300 лет российской прессы» Союза журналистов России (2003).
- Почетный диплом Россотрудничества.